# 토미자와 히토시
토미자와 히토시(일본어: 富沢ひとし 도미자와 히토시[*])는 일본의 만화가이다.
대표작으로는 애니메이션으로 제작된 에이리언9이 있다.

## 약력
데뷔 이전에는 이타가키 케이스케의 어스시턴트로 일했으며, 초기 작품인 비전야 쥬페이(肥前屋十兵衛)는 소년만화 화풍으로 그려졌다. 에이리언9 이후의 작품에서는 애니메이션 화풍의 눈이 크고 데포르메된 캐릭터를 그린다. 이러한 화풍으로 만화를 그리게 된 건, 낙서를 하면서 우연히 귀여운 여자아이 캐릭터를 그렸고 이 화풍으로 만화를 그려보고 싶어서였다고 이야기했다.
히트작인 에이리언9은 신선한 만화 표현(기호화된 캐릭터 표현이나 동선이나 집중선을 사용하지 않는 묘사 방법)과 잘 짜여진 독창적인 세계관, 생명의 재생과 합성 모티브가 주목받으면 평론가들의 관심을 받았다.
소년과 소녀를 주인공으로 하는 SF 작품을 주로 그리며 앞서 이야기한 대로 귀여운 화풍과 대조적으로 이야기 전개에는 무게감이 있다. 또한 평행우주와 같은 SF 소재를 즐겨 사용해서, 작품의 세계관이 난해하다는 평을 받기도 했다.

## 작품 목록
- 비전야 쥬페이(肥前屋十兵衛) 1~3권(주간 소년 챔피언, 1994년 8월호~)
- 에이리언9(エイリアン9) 1~3권(영 챔피언, 1998년 6월 23일호~)
- 밀크특공대(ミルククローゼット) 1~4권(월간 애프터눈, 2000년 3월호~)
- 프로펠러 천국(プロペラ天国) 1권(울트라 점프, 2000년 11월호~)
- 에이리언9 에뮬레이터즈(エイリアン9 エミュレイターズ) 1권(챔피언 RED 2002년 8월 19일호~)
- 에이리언9 컴플리트(エイリアン9 コンプリート) 1권 (에이리언9 1~3권을 한 데 모은 책. 2003년 5월 발행)
- BR2 / 블리츠 로얄(BR2/ブリッツ・ロワイアル) 1~2권 (원안: 타카미 코슌, 영 챔피언 2003년 6월 11일호~)
- 특무포효함 유미하리(特務咆哮艦ユミハリ) 1~4권 (Web 코믹 겐조 2004년 12월호 ~ 2007년 8월호)
- 유메닛키(ゆめにっき) 1권 (Web 코믹 망가 라이프 WIN 2013년 5월 20일~)
- 엔첸트 랜드(エンチャントランド) 연재중 (Web 코믹 가라쿠노모리 2013년 5월 7일~)